# Secessione di Monaco

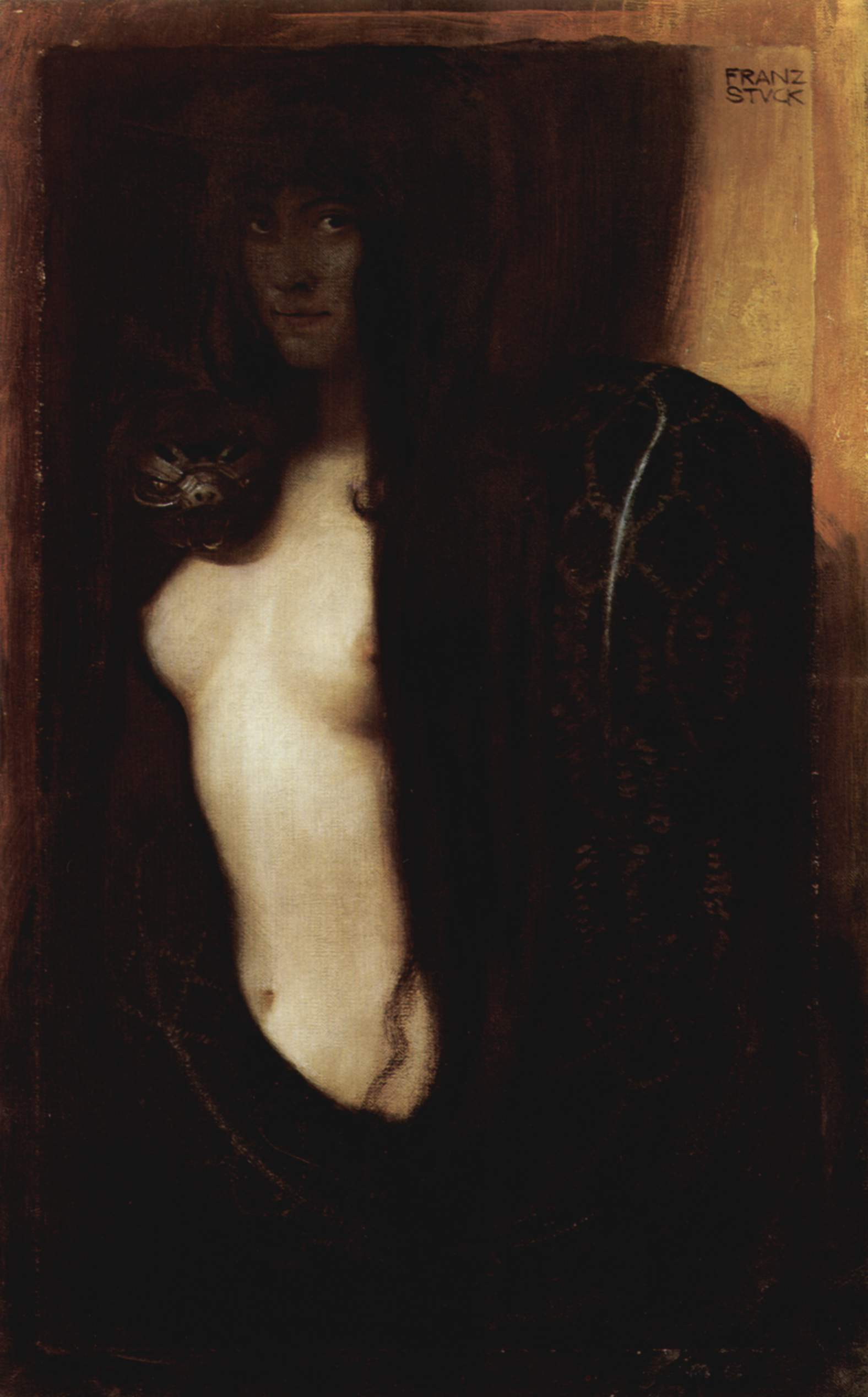
Franz von Stuck, Il Peccato

Nella storia dell'arte viene detto secessione il movimento dei giovani pittori ed architetti che all'inizio del ventesimo secolo si dissociarono dagli stili tradizionali.
La secessione di Monaco del 1892 è la prima manifestazione di dissenso di un folto gruppo di giovani artisti che abbandonarono l'accademia e le organizzazioni ufficiali per creare un'associazione indipendente. I promotori del fenomeno furono i galleristi Wilhelm Uhde e Franz  von Stuck che in tal modo intendevano rinnovare e modernizzare l'arte figurativa del tempo. Secondo il loro punto di vista un artista non poteva rimanere legato a concetti obsoleti, ma doveva dare libero sfogo al proprio estro. Queste idee audaci ed innovative entusiasmarono un centinaio di giovani artisti e convinsero molti ricchi commercianti a finanziare l'impresa. Forti di questo sostegno materiale e della collaborazione dei galleristi, i giovani dichiararono la secessione ed abbandonarono in massa le istituzioni accademiche.
I secessionisti di Monaco non erano artisticamente all'altezza dei loro colleghi viennesi, ma erano sostenuti da un'efficiente organizzazione costituita da tanti intraprendenti e lungimiranti investitori che li finanziavano. Ecco perché questo ramo della secessione artistica ebbe moltissimi adepti ed i pochi artisti validi finirono per confondersi nella moltitudine di creatori mediocri.
I promotori dell'impresa ed i primi appartenenti alla secessione di Monaco sono: Ludwig Dill, Hugo von Habermann, Ludwig Herterich, Paul Hoecker, Albert von Keller, Bruno Piglhein (primo presidente), Arnold Böcklin, Franz von Stuck, Fritz von Uhde, Heinrich Zügel.
Successivamente entrarono a farne parte anche: Peter Behrens, Lovis Corinth, Adolf Hölzel, Leopold von Kalckreuth, Christian Landenberger, Max Liebermann, Hans Olde, Toni Stadler, Wilhelm Truebner, Viktor Weishaupt, Fritz Osswald.
Le loro idee si formalizzarono prima nella rivista Jugend, che ha dato il nome Jugendstil alla Sezession tedesca, poi con la rivista Pan.